# Panamerikanische Spiele 2023/Inline-Speedskating
Bei den Panamerikanischen Spielen 2023 in der chilenischen Hauptstadt Santiago de Chile fanden vom 4. bis 5. November 2023 im Inline-Speedskating insgesamt acht Wettbewerbe statt, davon je vier bei den Männern und bei den Frauen. Austragungsort war der Skating Rink.

## Bilanz

### Medaillenspiegel
| Platz  | Land               | Gold | Silber | Bronze | Gesamt |
| ------ | ------------------ | ---- | ------ | ------ | ------ |
| 1      | Kolumbien          | 6    | 3      | 2      | 11     |
| 2      | Chile              | 1    | —      | 3      | 4      |
| 3      | Vereinigte Staaten | 1    | —      | 1      | 2      |
| 4      | Ecuador            | —    | 2      | 1      | 3      |
| 5      | Mexiko             | —    | 2      | —      | 2      |
| 6      | El Salvador        | —    | 1      | —      | 1      |
| 7      | Venezuela          | —    | —      | 1      | 1      |
| Gesamt | Gesamt             | 8    | 8      | 8      | 24     |

### Medaillengewinner
Männer
| Disziplin                    | Gold            | Silber              | Bronze          |
| ---------------------------- | --------------- | ------------------- | --------------- |
| 200 m Zeitfahren             | Emanuelle Silva | Jorge Luis Martínez | Andrés Jiménez  |
| 500 m Distanz                | Andrés Jiménez  | Carlos Monsivais    | Emanuelle Silva |
| 1000 m Sprint                | Juan Mantilla   | Andrés Jiménez      | Hugo Ramírez    |
| 10.000 m Ausscheidungsfahren | Andrés Gómez    | Juan Mantilla       | Hugo Ramírez    |

Frauen
| Disziplin                    | Gold           | Silber          | Bronze          |
| ---------------------------- | -------------- | --------------- | --------------- |
| 200 m Zeitfahren             | Geiny Pájaro   | Ivonne Nóchez   | Erin Jackson    |
| 500 m Distanz                | Erin Jackson   | María Arias     | Geiny Pájaro    |
| 1000 m Sprint                | Gabriela Rueda | Gabriela Vargas | Angy Quintero   |
| 10.000 m Ausscheidungsfahren | Fabiana Arias  | Gabriela Rueda  | Gabriela Vargas |